# Břevnický potok
Břevnický potok är ett vattendrag i Tjeckien. Det ligger i den centrala delen av landet, 100 km sydost om huvudstaden Prag.